# 布卢
布卢（法語：Blou，法語發音：[blu] ⓘ）是法国曼恩-卢瓦尔省的一个市镇，属于索米尔区。

## 地理
布卢（47°21'44"N, 0°2'14"W）面积21.46 平方千米，位于法国卢瓦尔河地区大区曼恩-卢瓦尔省，该省份为法国西部内陆省份，大致对应安茹地区，北起顺时针与马耶讷省、萨尔特省、安德尔-卢瓦尔省、维埃纳省、德塞夫勒省、旺代省、大西洋卢瓦尔省和伊勒-维莱讷省接壤。
与布卢接壤的市镇（或旧市镇、城区）包括：隆盖-瑞梅勒、讷耶、圣菲尔贝迪珀普勒、韦尔南特、维维。

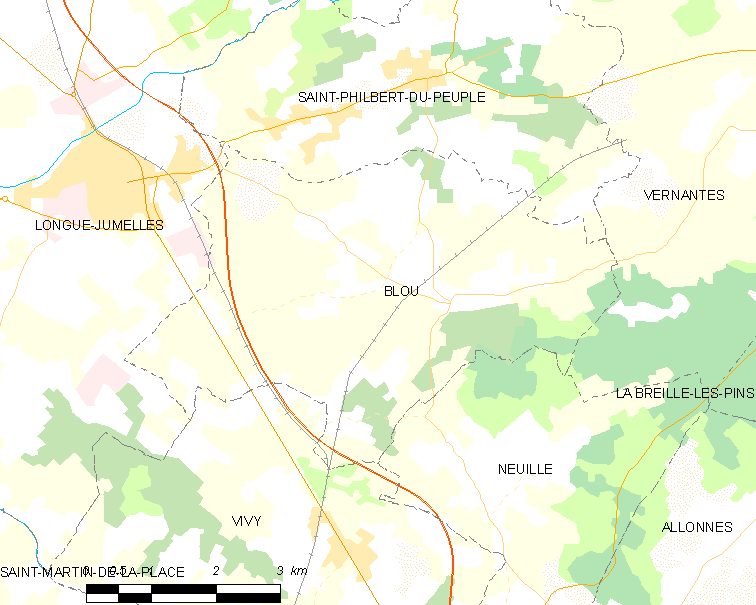
布卢的OSM定位图

布卢的时区为UTC+01:00、UTC+02:00（夏令时）。

## 行政
布卢的邮政编码为49160，INSEE市镇编码为49030。

## 政治
布卢所属的省级选区为隆盖-瑞梅勒县。

## 人口

1962-2008年间布卢人口变化图示

布卢于2022年1月1日时的人口数量为938人。